# Maksymilian Gajdziński
Maksymilian Gajdziński (ur. 18 września 1899 w Dolhasca w Rumunii, zm. w 1944 we Francji) – prawnik i urzędnik konsularny.

## Życiorys
Studiował prawo na uniwersytetach w Czerniowcach, Hamburgu i Krakowie. Był pracownikiem austro-węgierskiej służby zagranicznej w której pełnił funkcję prac. Konsulatu Generalnego w Hamburgu (1913-1919). Pracę tę kontynuował w polskiej służbie zagranicznej, pełniąc funkcję kier. Biura informacyjnego do spraw konsularnych w Hamburgu, będącym ekspozyturą Konsulatu Generalnego RP w Berlinie (1919-1921), sekr. kons. w Hamburgu (1921), sekr. kons. w Konsulacie Generalnym w Opolu/Bytomiu (1921-1928), prac. Konsulatu Generalnego w Mińsku (1928-1931), prac. Departamentu Konsularnego MSZ (1931-1933), kier. Konsulatu w Antwerpii (1933-1936), prac. Departamentu Politycznego MSZ (1936-1939), konsula we Frankfurcie nad Menem (1939), prac. Wydziału Administracyjnego MSZ we Francji (-1940), kons. gen. w Strasburgu (1940). Następnie przebywał w Hyères.